# Folke Nilsson
Carl Folke Nilsson (23 de junho de 1907 — 21 de junho de 1980) foi um ciclista sueco de ciclismo de estrada.

## Carreira
Nilsson competiu como representante de seu país, Suécia, na prova de estrada individual nos Jogos Olímpicos de Verão de 1932 em Los Angeles, onde terminou na vigésima primeira posição.